# Tykarcylina
Tykarcylina – organiczny związek chemiczny, antybiotyk β-laktamowy z grupy karboksypenicylin o szerokim spektrum działania, o szczególnej aktywności wobec Proteus i Pseudomonas, wrażliwy na większość bakteryjnych β-laktamaz.
Tykarcylinę, z powodu dużej wrażliwości na β-laktamazy, łączy się z kwasem klawulanowym. W takiej postaci występuje pod nazwą handlową Timentin.
Antybiotyk wydalany jest głównie przez nerki w 70% w postaci niezmienionej oraz w 15% jako metabolit – kwas penicylojowy. Wydalany jest również z żółcią, gdzie może osiągać dwukrotnie wyższe stężenie niż w surowicy.
Tykarcylina stosowana jest wyłącznie w placówkach służby zdrowia.

## Wskazania
- ciężkie zakażenia bakteryjne:
  - posocznica
  - bakteriemia
  - zapalenie otrzewnej
  - zakażenia w obrębie jamy brzusznej
  - zakażenia pooperacyjne
  - zakażenia skóry i tkanek miękkich
  - zakażenia układu moczowego
- zakażenie u osób ze zmniejszoną odpornością

## Przeciwwskazania
- nadwrażliwość na penicylinę
- objawy ciężkiej niewydolności wątroby
- umiarkowana lub ciężka niewydolność nerek

## Działania niepożądane
- reakcje nadwrażliwości:
  - osutka
  - świąd
  - pokrzywka
  - gorączka
  - eozynofilia
  - neutropenia
  - małopłytkowość
- przewód pokarmowy:
  - nudności
  - wymioty
  - rzekomobłoniaste zapalenie jelita grubego (rzadko)
- odwracalne zaburzenia czynności wątroby
- reakcje miejscowe po podaniu dożylnym